# Região 3 (Territórios do Noroeste)
Região 3 é o nome que se dá a uma das seis divisões estabelecidas pelo Departamento de Estatística do Canadá para os Territórios do Noroeste. Foi introduzido pelo censo canadense de 2011, juntamente com as regiões 1, 2, 4, 5 e 6, resultando na abolição nas divisões das divisões censuárias de Fort Smith e Região de Inuvik (a última não confundir com a região administrativa de Inuvik.
Possui uma população aproximada de 2.812 habitantes e uma área de 25.080,94 km²

## Comunidades

### Governos Comunitários
- Behchoko
- Gamèti
- Whatì
- Wekweeti

## Ligações Externas
- Mapa da Região 3